# 猫 (テレビドラマ)
『猫』（ねこ）は、2020年11月14日（13日深夜）から12月19日（18日深夜）まで毎週土曜 0時52分 - 1時23分（金曜深夜）にテレビ東京系深夜ドラマ枠「ドラマ25」で放送されたテレビドラマ。主演は小西桜子と前田旺志郎。
脳腫瘍を患い余命宣告を受け、自らの死と向き合おうとする女性と夢や希望が持てずにその日暮らしの毎日を送る男性が猫を通して出会い、カップルとなった2人の「いつもと同じ帰り道」を通して描くラブストーリー。シンガーソングライターのあいみょんがダンスロックバンドのDISH//に楽曲提供した「猫」を原案としている。

## キャスト
金子みねこ〈23〉
演 - 小西桜子
ペットのトリミングサロンに勤務している。猫が大好きなのだが、猫アレルギー。
脳腫瘍を患っており、医師から余命宣告を受けている。
天音光司〈20〉
演 - 前田旺志郎
フリーター。
親に内緒で大学を中退したせいで家を追い出される。やりたいことが見つからずに何気なしに生きている。
トキ
演 - 酒井若菜
スナックのママ。
ナオト
演 - 吉沢悠
美容師。
三吉ひろし
演 - 渋川清彦
魚屋の店主。
天音直未
演 - 石田ひかり
光司の母。

## スタッフ
- 原案 - DISH//「猫」（作詞・作曲：あいみょん）
- 脚本 - 金井純一
- 監督 - 金井純一、松本花奈
- 音楽 - D-flat
- 主題歌 - DISH//「猫 -THE FIRST TAKE Ver.-」（ソニー・ミュージックレーベルズ）[4]
- 劇中歌 - DISH//「あたりまえ」（ソニー・ミュージックレーベルズ）[5]
- プロデューサー - 漆間宏一（テレビ東京）、加藤伸崇（SDP）、坪ノ内俊也（R・I・S Enterprise）
- 制作協力 - R・I・S Enterprise
- 製作 - テレビ東京、SDP

## 放送日程
| 話数   | 放送日   | 監督     |
| ------ | -------- | -------- |
| 第1話  | 11月14日 | 金井純一 |
| 第2話  | 11月21日 | 金井純一 |
| 第3話  | 11月28日 | 金井純一 |
| 第4話  | 12月05日 | 松本花奈 |
| 第5話  | 12月12日 | 金井純一 |
| 最終話 | 12月19日 | 金井純一 |

## 放送局
| 放送期間                       | 放送日時                     | 放送局         | 対象地域   | 備考                     |
| ------------------------------ | ---------------------------- | -------------- | ---------- | ------------------------ |
| 2020年11月14日 - 12月19日      | 土曜 0:52 - 1:23（金曜深夜） | テレビ東京     | 関東広域圏 | 製作局                   |
| 2020年11月14日 - 12月19日      | 土曜 0:52 - 1:23（金曜深夜） | テレビ大阪     | 大阪府     |                          |
| 2020年11月14日 - 12月19日      | 土曜 0:52 - 1:23（金曜深夜） | テレビ北海道   | 北海道     |                          |
| 2020年11月14日 - 12月19日      | 土曜 0:52 - 1:23（金曜深夜） | TVQ九州放送    | 福岡県     |                          |
| 2020年12月09日 - 2021年1月20日 | 水曜 1:00 - 1:30（火曜深夜） | テレビ愛知     | 愛知県     |                          |
| 2021年02月18日 - 03月25日      | 木曜 0:00 - 0:30（水曜深夜） | BSテレ東（2K） | 全国       |                          |
| 2021年02月18日 - 03月25日      | 木曜 0:00 - 0:30（水曜深夜） | BSテレ東4K     | 全国       | 4Kアップコンバートで放送 |